# تشاك بارنز
تشاك بارنز (بالإنجليزية: Chuck Barnes)‏ هو شخصية أعمال أمريكي، ولد في 1930، وتوفي في 1979.